# Paramphibotettix
Paramphibotettix is een geslacht van rechtvleugeligen uit de familie doornsprinkhanen (Tetrigidae). De wetenschappelijke naam van dit geslacht is voor het eerst geldig gepubliceerd in 1938 door Günther.

## Soorten
Het geslacht Paramphibotettix omvat de volgende soorten:
- Paramphibotettix lieftincki Günther, 1938
- Paramphibotettix multidentatus Hancock, 1915
- Paramphibotettix sanguinolentus Bolívar, 1887